# ام. چاندران
ام. چاندران (انگلیسی: M. Chandran; ‏۴ مهٔ ۱۹۴۲ – ۲۸ سپتامبر ۲۰۱۹) بازیکن فوتبال اهل مالزی بود. این بازیکن به‌همراه تیم ملی فوتبال مالزی در بازی‌های المپیک تابستانی ۱۹۷۲ شرکت کرده‌است.